# Берлинский медведь
Берли́нский медве́дь (нем. Berliner Bär) — геральдическое животное и символ Берлина приблизительно с 1280 года.
Самая ранняя из сохранившихся печатей с изображением медведя датируется 22 марта 1280 года и находится на письме гильдии берлинских скорняков. 22 марта отмечается в Берлине как День берлинского медведя. На печати два медведя изображены в качестве щитодержателей бранденбургского орла. Сосуществование берлинского медведя вместе с бранденбургским орлом продолжалось вплоть до XIX века. В Берлине, ставшем резиденцией правителей Пруссии в 1709 году, медведя изображали покорённым с ошейником, свидетельствовавшим о власти прусского и бранденбургского орлов. Дикого берлинского медведя с лохматой шерстью и без ошейника стали изображать на гербе города с 1875 года. С образованием Большого Берлина в 1935 году берлинский медведь стал единственной геральдической фигурой на гербе Берлина и изображается с выпущенными когтями поднявшимся на задних лапах.
Берлинский медведь является популярным образом в изобразительном искусстве. Символу Берлина посвящён Медвежий фонтан в центре германской столицы у Фридрихсвердерской церкви. Награда Берлинского кинофестиваля — «Золотой медведь». 1 200 берлинских медведей было изготовлено в рамках арт-проекта United Buddy Bears.

## История
По одной из версий, медведь стал гербовым животным Берлина благодаря Альбрехту Медведю, основателю Бранденбургской марки, но эта теория никак не объясняет появление уменьшительного суффикса -lein / -lin в названии города, которое в этом случае означало бы «маленький медведь» или «медвежонок». Исследователи в своём большинстве склоняются к славянской версии происхождения названия города от слова berl — «болото», которое в немецком языке путём народной этимологии превратилось в «Медвежонка».
Первая подтвержденная печать с медведями датируется 22 марта 1280 года. Она есть в грамоте гильдии берлинских скорняков и изображает двух медведей, держащих щиты, которые отвернуты друг от друга с поднятыми лапами и смотрят назад. На печати есть надпись «Sigillum burgensium de berlin sum» («Печать граждан Берлина»). Поднятая лапа призвана символизировать независимость Берлина. Тем не менее, бранденбургский орел по-прежнему занимает центральное место на печати. Дата Берлинского дня медведя, который ежегодно отмечается 22 марта, восходит к этой печати.
Первое место бранденбургского орла и сосуществование с ним продолжалось до XIX в. На печати 1338 года с надписью «S [igillum] Sekretum Civitatis Berlin» («тайная печать города Берлина») берлинский медведь носит ошейник с развевающимся орлиным щитом, на другой печати 1460 года он изображен с находящимся выше орлом. Последний вариант печати интерпретируется как покорение Берлина после «Берлинского возмущения» 1447/1448 годов Фридрихом II. Эта печать использовалась примерно до 1700 года с надписью «sigillum civitats antiqui berlin» («Печать старого города Берлина»).
С основанием королевской резиденции в Берлине 17 января 1709 года медведь по-прежнему изображался как прирученный с ошейником под властью прусского и бранденбургского орлов. В 1839 г. прирученный медведь уже занял место выше орлов, а в 1875 г. на гербе Берлина уже был изображен дикий неукротимый медведь с лохматой шерстью и без ошейника.
После слияния с Большим Берлином в 1920 году берлинский медведь стал единственным геральдическим животным в 1935 году, и с тех пор его изображают стоящим прямо и с когтями.

## Медвежий дом
17 августа 1939 года четыре медведя были переданы Брандербургским музеем в район Митте как живые геральдические животные, где они жили в близлежащем Кёльнишерском парке. Площадь на Шпрее была выбрана из-за её близости к улицам Фишеринзель и Николаивиртель, которые считаются колыбелью двойного города Берлин-Кёлльн. Медведи были размещены в питомнике, который ранее был домом для уборки улиц Людвига Хоффмана, который состоит из отапливаемого кирпичного здания и имеет выходы с двух сторон. Вокруг участка был вырыт ров. Доступ в дом возможен через боковой вход, над дверью которого прикреплен берлинский герб работы скульптора Людвига Изенбека. На открытие в 1939 году в питомник переехали четыре медведя: медведь, подаренный BZ am Mittag, один из Берлинского зоологического сада и два медведя из Берна.
В питомнике жили:
- медведь Урс (1939—1945) со тремя медведицами Лоттой, Джул и Врени, во время войны выжила только Лотте, которая была доставлена в Берлинский зоопарк в 1945 году и умерла в 1971 году.
- Нанте (1949—1979) и Джетте стали первыми медведями, когда питомник вновь открылся 29 ноября 1949 года. За это время Джетт родила 33 детеныша. Нанте умер в 1981 году, а Джетте в 1984 году.
- Тапс (1981—1990) и Шнуте (1981—2015) сменили Нанте и Джетте, и у них родился первый отпрыск по имени Макси (1986—2013), который оставался в питомнике с семьей медведей до самой своей смерти. В 2015 году после смерти из-за тяжелого артроза Шнуте стал последним берлинским городским медведем[3]. Wegen starker Arthrose wurde Schnute schließlich 2015 als letzte Berliner Stadtbärin eingeschläfert[4].
- Тило (1990—2007): После смерти Тапса в 1990 году Тило из зоопарка Бишофсверда составил компанию Шнуте и Макси. В 1994 году Шнуте родила трех медвежат, а Макси — двух. Однако, поскольку в медвежьем питомнике есть место только для трех медведей, пять медвежат 1994 года были отданы: трое из них отправились в зоопарк Буэнос-Айреса, а двое — в Карбасено в Испании. Тило пришлось усыпить в 2007 году из-за тяжёлой болезни.

После 2010 года неоднократно критиковались условия содержания в питомнике, которые были сочтены неподходящими для этого вида. Однако предложение было отклонено, потому что медведей нельзя было транспортировать из-за их возраста.